# Droga wojewódzka 326
Die Droga wojewódzka 326 (DW 326) ist eine einen Kilometer lange Droga wojewódzka (Woiwodschaftsstraße) in der polnischen Woiwodschaft Lebus, die Bytom Odrzański mit Siedlisko verbindet. Die Strecke liegt im Powiat Nowosolski.

## Streckenverlauf
Woiwodschaft Lebus, Powiat Nowosolski
-  Bytom Odrzański (Beuthen an der Oder, Niederbeuthen) (DW 292, DW 293)
-  Siedlisko (Carolath) (DW 321, DW 325)